# Wiesentalgraben (Glattbach)
Der Wiesentalgraben ist ein zwei Kilometer langer Bach auf der Gemarkung der Gemeinde Wiernsheim im Enzkreis in Baden-Württemberg, der von rechts in den Glattbach mündet.

## Erstbeleg
Im Jahr 1406 wurde das Gewässer als Wiesgraben erstmals schriftlich erwähnt.

## Verlauf

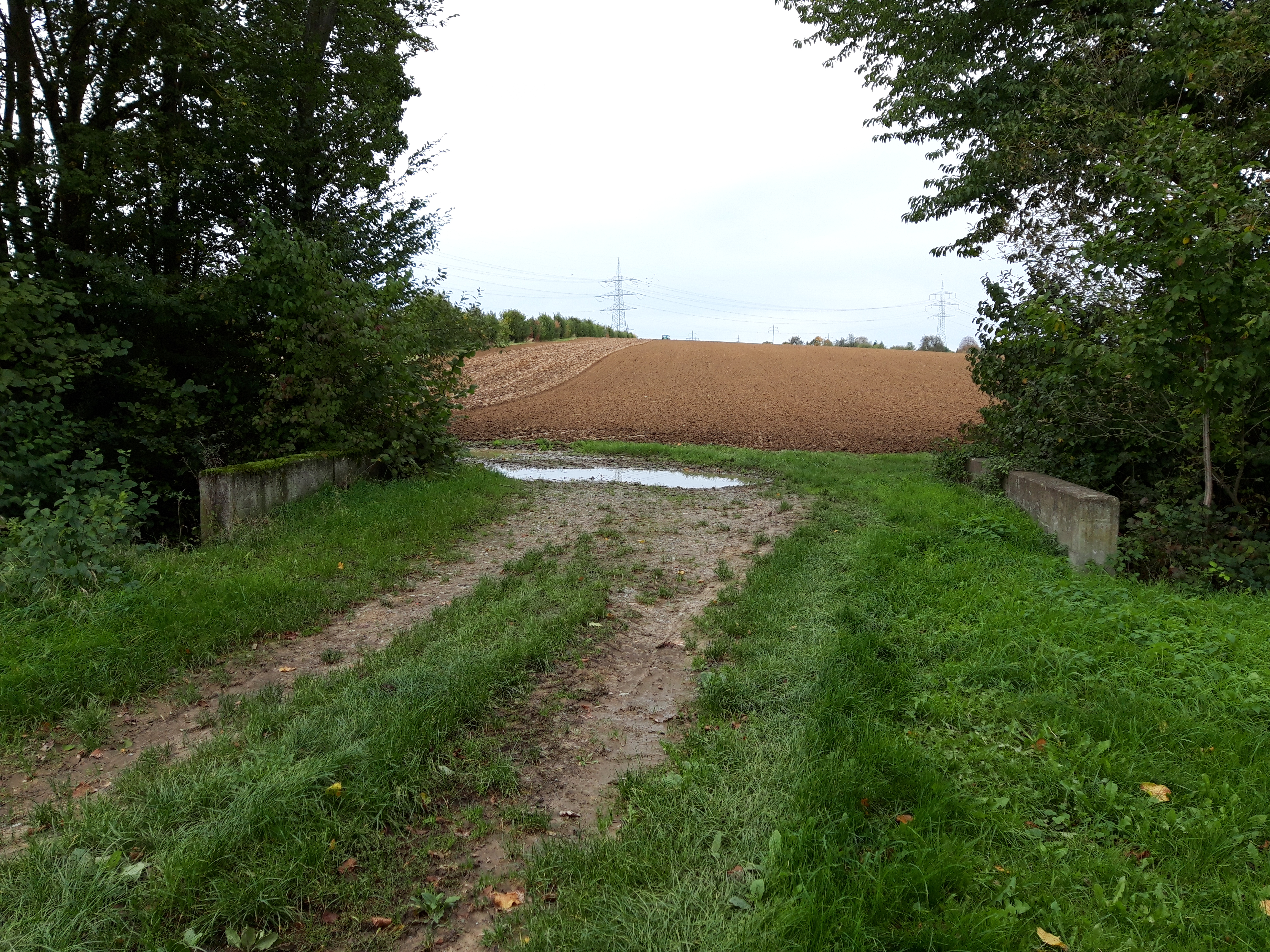
Brücke über den Wiesentalgraben

Der Wiesentalgraben entsteht etwa 300 m nordwestlich von Wiernsheim auf etwa 350 m ü. NHN zwischen dem Biegelweg und dem Weg Im Wiesental. Von dort aus fließt er in nördlicher Richtung, überwiegend durch Ackerland, und verläuft parallel zum Biegelweg. Sein Lauf führt östlich an Pinache vorbei. Nach fast zwei Fließkilometer mündet er im Gewann Pinacher Krautgärten etwa 200 m östlich des Ortes auf etwa 325 m ü. NHN von rechts kommend in den Glattbach.
Der Wiesentalgraben besitzt keine Zuflüsse.

### LUBW
Allgemeiner Einstieg ohne Voreinstellungen und Layer: Daten- und Kartendienst der Landesanstalt für Umwelt Baden-Württemberg (LUBW) (Hinweise)
1. ↑  Länge nach dem Layer Gewässernetz (AWGN).

### Andere Belege
1. ↑  Friedrich Huttenlocher, Hansjörg Dongus: Geographische Landesaufnahme: Die naturräumlichen Einheiten auf Blatt 170 Stuttgart. Bundesanstalt für Landeskunde, Bad Godesberg 1949, überarbeitet 1967. → Online-Karte (PDF; 4,0 MB)
2. 1 2  Daten- und Kartendienst der Landesanstalt für Umwelt Baden-Württemberg (LUBW) (Hinweise)
3. ↑  Karl P. Seeger: Wiernsheimer Heimatbuch. Wiernsheim 1986, S. 127.